# Fernando Velázquez
 (août 2014).
Si vous disposez d'ouvrages ou d'articles de référence ou si vous connaissez des sites web de qualité traitant du thème abordé ici, merci de compléter l'article en donnant les références utiles à sa vérifiabilité et en les liant à la section « Notes et références ».
Fernando Velázquez (né le 22 novembre 1976 à Bilbao en Espagne), est un compositeur de musiques de films.
Il est notamment connu pour sa composition pour le film L'Orphelinat de Juan Antonio Bayona, qui a reçu de nombreuses récompenses.

## Filmographie

### Cinéma

#### Longs métrages
- 2004 : Agujeros en el cielo de Pedro Mari Santos
- 2006 : El síndrome de Svensson de Kepa Sojo
- 2006 : The Backwoods (Bosque de sombras) de Koldo Serra
- 2007 : La Zona, propriété privée (La zona) de Rodrigo Plá
- 2007 : Savage Grace de Tom Kalin
- 2007 : L'Orphelinat (El Orfanato) de Juan Antonio Bayona
- 2008 : Shiver d'Isidro Ortiz
- 2008 : Sexy Killer de Miguel Marti
- 2009 : Spanish Movie de Javier Ruiz Caldera
- 2010 : Le Pacte du mal (El mal ajeno) d'Oskar Santos
- 2010 : Lope d'Andrucha Waddington
- 2010 : Les Yeux de Julia (Los ojos de Julia) de Guillem Morales
- 2010 : Devil de Drew et John Erick Dowdle
- 2011 : Babycall de Pål Sletaune
- 2011 : Cinco metros cuadrados de Max Lemcke
- 2012 : The Impossible (Lo imposible) de Juan Antonio Bayona
- 2013 : Mama d'Andrés Muschietti
- 2013 : Les Derniers Jours (Los últimos días) de David et Àlex Pastor
- 2013 : Zip & Zap (Zipi y Zape y el club de la canica) d'Oskar Santos
- 2013 : Les Aventures extraordinaires d'un apprenti détective (The Adventurer: The Curse of the Midas Box) de Jonathan Newman
- 2014 : Ocho apellidos vascos d'Emilio Martínez-Lázaro
- 2014 : 321 días en Michigan d'Enrique García
- 2014 : Hercule de Brett Ratner
- 2015 : Out of the Dark de Lluís Quílez
- 2015 : Colonia de Florian Gallenberger
- 2015 : Crimson Peak de Guillermo del Toro
- 2016 : Orgueil et préjugés et zombies (Pride and Prejudice and Zombies) de Burr Steers
- 2016 : Gernika de Koldo Serra
- 2016 : Zipi y Zape y la Isla del Capitán d'Oskar Santos
- 2016 : Quelques minutes après minuit (A Monster Calls) de Juan Antonio Bayona
- 2016 : L'Accusé (Contratiempo) d'Oriol Paulo
- 2016 : Ozzy d'Alberto Rodríguez
- 2017 : The Invisible Guardian (El guardián invisible) de Fernando González Molina
- 2017 : Deep de Julio Soto Gurpide
- 2017 : Submergence de Wim Wenders
- 2017 : Le Secret des Marrowbone (Marrowbone) de Sergio G. Sánchez
- 2017 : Thi Mai, rumbo a Vietnam de Patricia Ferreira
- 2017 : Que baje Dios y lo vea de Curro Velázquez
- 2018 : Las leyes de la termodinámica de Mateo Gil
- 2018 : Los futbolísimos de Miguel Ángel Lamata
- 2018 : Superlópez de Javier Ruiz Caldera
- 2018 : Banco (70 Binladens) de Koldo Serra
- 2018 : Mirage (Durante la tormenta) de Oriol Paulo
- 2018 : Le fils de l'accordéoniste (Durante la tormenta) de Soinujolearen semea
- 2019 : Lo nunca visto de Marina Seresesky
- 2019 : De chair et d'os (Legado en los huesos) de Fernando González Molina
- 2019 : Le Silence de la ville blanche (El silencio de la ciudad blanca) de Daniel Calparsoro
- 2020 : Sergio de Greg Barker
- 2020 : The Longest War (documentaire) de Greg Barker
- 2020 : Une offrande à la tempête (Ofrenda a la tormenta) de Fernando González Molina
- 2020 : Hil-Kanpaiak de Imanol Rayo
- 2020 : Erlauntza de Mireia Gabilondo
- 2021 : El Test de Dani de la Orden
- 2022 : El poderoso Victoria de Raúl Ramón
- 2022 : Les Lignes courbes de Dieu (Los renglones torcidos de Dios) d'Oriol Paulo
- 2022 : Inspecteur Sun et la malédiction de la veuve noire (Inspector Sun y la maldición de la viuda negra) de Julio Soto Gurpide
- 2023 : Sacrées Momies (Mummies) de Juan Jesús García Galocha
- 2023 : La contadora de películas de Lone Scherfig
- 2023 : La ternura de Vicente Villanueva
- 2024 : La casa (Mummies) d'Álex Montoya
- 2024 : Buffalo Kids de Juan Jesús García Galocha et Pedro Solís García
- 2024 : Mon ami le petit manchot (My Penguin Friend) de David Schurmann
- 2024 : La Infiltrada d'Arantxa Echevarría

#### Courts métrages
- 1999 : Amor de Madre
- 1999 : El Trabajo
- 2000 : Torre
- 2000 : Hauspo soinua
- 2001 : Loops
- 2001 : Retruc
- 2001 : Amor, dinero y salud, por este orden
- 2002 : El hombre Esponja
- 2003 : 7:35 de la mañana44
- 2003 : Temporada baja
- 2003 : El tren de la bruja
- 2004 : El soñador
- 2004 : ¡Ay, Adolfo...!
- 2005 : El gran Zambini
- 2006 : El espacio de las apariencias
- 2007 : El señor Puppe
- 2008 : Dime que yo
- 2009 : El hombre orquesta
- 2009 : Cuando Apolo encontró a Dionisos
- 2010 : Cumpleaños feliz
- 2011 : Agujero
- 2011 : Dicen
- 2011 : La casa del lago
- 2011 : Malabestia
- 2012 : El Suplente
- 2012 : La hija
- 2012 : Lucas
- 2013 : Loco con ballesta
- 2013 : Cowboys
- 2014 : El pintor de sombras
- 2014 : Nena
- 2015 : Una mañana cualquiera
- 2016 : Funeral
- 2016 : Hileta
- 2016 : Christmas Blues
- 2019 : Lemon

### Télévision

#### Séries télévisées
- 2007 : Gominolas
- 2010 : Karabudjan
- 2012 : Cuéntame un cuento
- 2015-2017 : Apaches
- 2018 : La otra mirada
- 2020 : Patria
- 2021 : Innocent
- 2022 : Alma
- 2024 : Querer
- 2024 : Dernière nuit à Tremor (La última noche en Tremor)

#### Documentaires
- 2009 : Garbo: l'espion (El espía) d'Edmon Roch
- 2012 : Sons of the Clouds: The Last Colony d'Álvaro Longoria
- 2015 : The Propaganda Game d'Álvaro Longoria
- 2019 : Santuario d'Álvaro Longoria

## Récompenses

### World Soundtrack Awards
- 2008 : L'Orphelinat (nomination)

### International Film Music Critics Association Awards
- 2009 : Garbo : l'espion (nomination)
- 2007 : Meilleur compositeur de l'année (nomination)
- 2007 : L'Orphelinat (nomination)
- 2012 : The Impossible (vainqueur, meilleure composition de l'année, pour Main Title)

### Barcelona Film Awards
- 2007 : L'Orphelinat (nomination)

### Cinema Writers Circle Awards, Spain
- 2011 : Lope (nomination)
- 2008 : L'Orphelinat (vainqueur)

### European Film Awards
- 2008 : L'Orphelinat (nomination)

### Goya Awards
- 2008 : L'Orphelinat (nomination)
- 2013 : The Impossible (nomination)

### Spanish Music Awards
- 2008 : L'Orphelinat (vainqueur)